# Maegawa Masayuki
Masayuki Maegawa (sinh ngày 20 tháng 6 năm 1984) là một cầu thủ bóng đá người Nhật Bản.

## Sự nghiệp câu lạc bộ
Masayuki Maegawa đã từng chơi cho Kyoto Purple Sanga.